# Sacrificio infantil

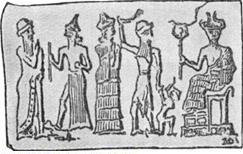
Sello cilíndrico babilónico que representa el sacrificio ritual de un niño.

El sacrificio infantil es el asesinato ritual de niños para complacer o apaciguar a una deidad, seres sobrenaturales u orden social sagrado, lealtades tribales, grupales o nacionales con el fin de conseguir un resultado deseado. Como tal, es una forma  de sacrificio humano. Se cree que el sacrificio infantil es una extensión extrema de la idea de que mientras más importante es el objeto de sacrificio, más devota es la persona que lo ofrece.
La práctica del sacrificio ritual infantil en Europa y Oriente Próximo parece haber terminado como parte de las transformaciones religiosas de la antigüedad tardía. En Chichén Itzá —donde la mitad de los niños sacrificados tenían entre 3 y 6 años de edad—, los mayas continuaron los sacrificios hasta alrededor de 1150 d. C.

## Culturas precolombinas
Los arqueólogos encontraron entre 2011 y 2016 los restos de más de 140 niños sacrificados en masa en un único ritual en la región costera del norte de Perú (véase sacrificio infantil masivo chimú).

### Cultura azteca

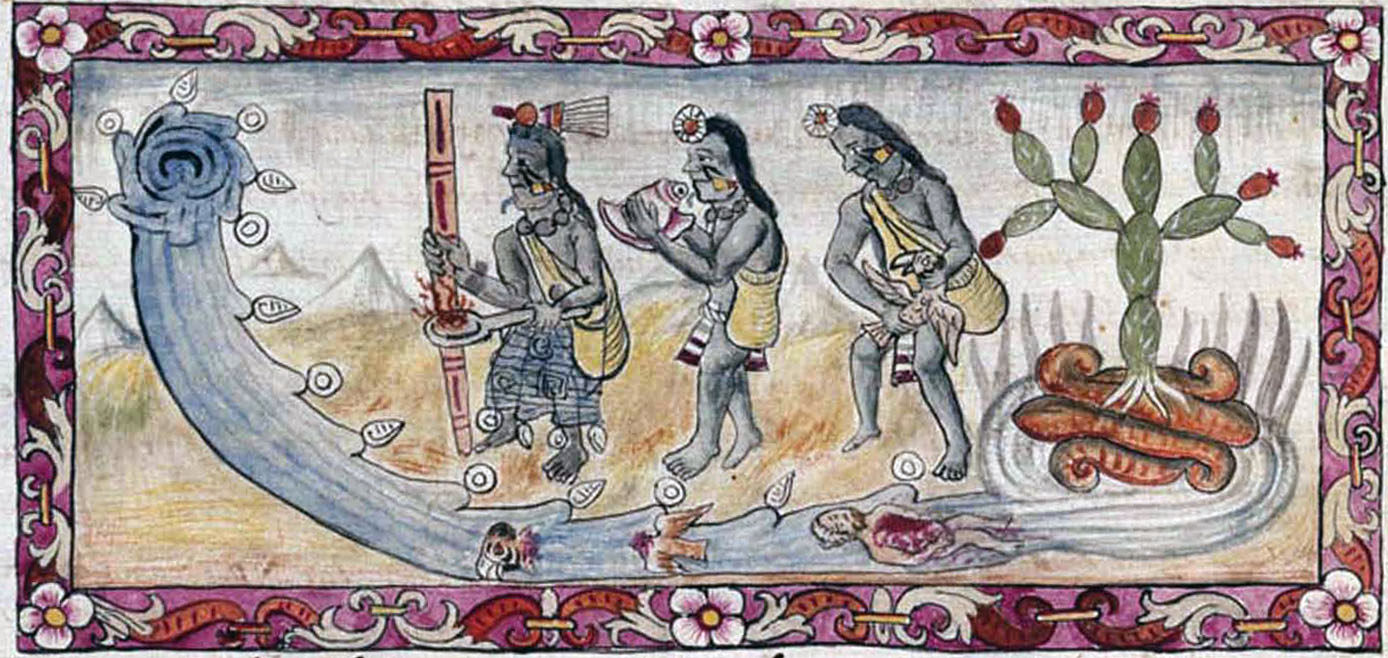
1499, los aztecas sacrificando a un niño para apaciguar la ira de los dioses que había inundado Tenochtitlan.

Los arqueólogos han encontrado los restos de 42 niños que se cree que fueron sacrificados a Tláloc (y unos cuantos a Ehécatl, Quetzalcóatl y Huitzilopochtli) entre las ofrendas de la Pirámide Grande de Tenochtitlan por los aztecas del México precolombino. En todos los casos, los 42 niños, mayoritariamente varones de aproximadamente seis años, adolecían de serias afecciones óseas o dentales, con abscesos o infecciones en los huesos que podrían haber sido lo suficientemente dolorosas como para hacerlos llorar continuamente. Se creía que Tláloc requería las lágrimas de los niños para que sus propias lágrimas (la lluvia) humedecieran la tierra. Como resultado, si los niños no lloraban, los sacerdotes en ocasiones arrancaban las uñas de los niños antes del sacrificio ritual.
El sacrificio humano era una actividad diaria en Tenochtitlan y las mujeres y los niños no estaban exentos. Según Bernardino de Sahagún, los aztecas creyeron que si no hacían sacrificios a Tláloc, la lluvia no vendría y sus cultivos no crecerían.

### Cultura Inca
La cultura inca sacrificó niños en un ritual llamado capac cocha. Sus cadáveres congelados han sido descubiertos en las sierras sudamericanas. El primero de estos cuerpos, una niña que habría muerto de un golpe en el cráneo, fue descubierta en 1995 por Johan Reinhard. Otros métodos de sacrificio incluían estrangulación y sencillamente dejar que los niños, embriagados con una bebida tóxica, perdieran la consciencia en el frío extremo de los Andes hasta que morían de hipotermia.

### Cultura maya
En la cultura Maya, al igual que entre los demás pueblos precolombinos, las personas creían que seres sobrenaturales tenían poder sobre sus vidas y ésta es una de las razones por las que ocurría el sacrificio infantil. Los sacrificios eran esencialmente para satisfacer a los seres sobrenaturales. Esto era hecho a través del k'ex, el cual es un intercambio o sustitución de algo. A través del k'ex los niños sustituirían humanos más poderosos. Se creía que los seres sobrenaturales consumirían las almas de humanos más poderosos y los niños eran sustituidos para impedirlo. Se creía que los niños eran buenas ofrendas porque tienen una conexión con el mundo espiritual a través de la liminalidad. También se cree que los padres de familia mayas ofrecían a sus hijos para el sacrificio y algunas representaciones artísticas de este hecho muestran que era un momento muy difícil para los padres, pero pasaban por el trance porque consideraban que el niño continuaría existiendo. También se sabe que los sacrificios infantiles ocurrían en ciertas temporadas. El sacrificio infantil era practicado preferentemente cuando había un tiempo de crisis y tiempos de transición como hambrunas o sequías.
Hay evidencia arqueológica de sacrificio infantil en tumbas donde el niño fue enterrado en urnas u hoyas cerámicas. También se han encontrado representaciones artísticas de niños sacrificados. Algunas de éstas son en cerámica y estelas, así como referencias mitológicas.

### Cultura Moche
Los Moche del norte de Perú practicaron sacrificios masivos de hombres y chicos.

### Cultura Timoto-Cuica
Los Timoto-cuicas ofrecían sacrificios humanos. Hasta los tiempos coloniales, el sacrificio infantil persistía secretamente en la Laguna de Urao (Mérida). Esto fue descrito por el cronista Juan de Castellanos, quién citó que se ofrecían festines y sacrificios humanos en honor de Icaque, una diosa andina prehispánica.

## Oriente Próximo Antiguo

### Tanakh (Biblia hebrea)
El Tanakh menciona al sacrificio humano como parte de la historia de las prácticas religiosas en Oriente Próximo. El rey de Moab ofrece a su primogénito y heredero como ofrenda ardiente (olah). En el libro del profeta Miqueas, se propone la cuestión: "¿Debo dar a mi primogénito por mis pecados, el fruto de mi cuerpo por el pecado de mi alma?" Esta pregunta se responde de la siguiente forma: "Él le ha mostrado a tu pueblo lo que es bueno. ¿Qué requiere Yahvé de ti? Que actúes con justicia y ames la piedad y camines humildemente junto a tu Dios". El Tanakh también implica que los Amonitas ofrecían sacrificios infantiles a Moloch.

#### Prohibición en elLevítico
En el libro del Levítico 18:21, 20:3 y Deuteronomio 12:30 –31, 18:10, la Torá contiene algunas imprecaciones y leyes prohibiendo el sacrificio infantil y el sacrificio humano en general. El Tanakh denuncia al sacrificio ritual como una costumbre bárbara de los adoradores de Baal (vgr. Salmos 106:37). James Kugel argumenta que la Torah prohíbe específicamente el sacrificio de niños, lo que indicaría que esto sucedió también en Israel. El académico bíblico Mark S. Smith argumenta que la mención del "Tofet" en Isaías 30:27–33 indica una aceptación del sacrificio ritual infantil en las prácticas tempranas de Jerusalén, a lo que responde la ley prohibiendo el sacrificio infantil en Levítico 20:2-5. Algunos eruditos han declarado que al menos algunos israelitas y judíos creyeron que el sacrificio ritual infantil era una práctica religiosa legítima.

#### Sacrificio de Isaac

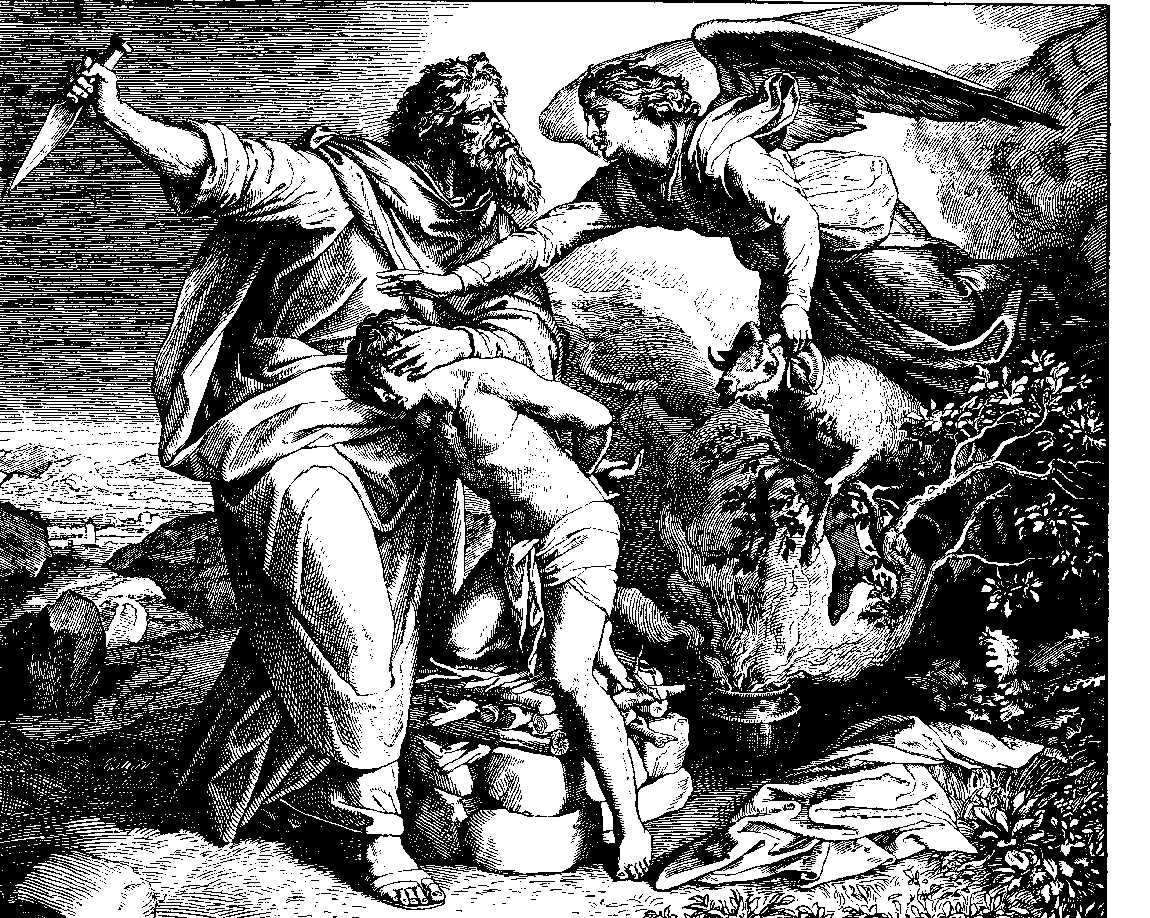
En esta representación del Sacrificio de Isaac de Julius Schnorr von Karolsfeld (1860), se muestra a Abraham evitando el sacrificio de su propio hijo.

El libro del Génesis relata el sacrificio de Isaac, historia en la que el profeta Abraham presenta a su hijo Isaac como sacrificio a Dios en el Monte Moriá. Esto era una prueba de fe (Génesis 21:12). Abraham acepta la orden de Dios sin discutir. La historia termina cuando un ángel detiene a Abraham en el último minuto y hace que el sacrificio de Isaac sea innecesario al proporcionar un cordero en su lugar. Francesca Stavrakopoulou ha especulado que es posible que la historia contenga "rastros de una tradición en la que Abraham sí sacrifica a Isaac". El rabino A.I. Kook, primer Rabino Jefe de Israel, enfatizó que el clímax de la historia (la orden de no sacrificar a Isaac) es el meollo del asunto: poner fin al sacrificio ritual infantil, que contradice la moralidad de un Dios monoteísta. Según Irving Greenberg, la historia del sacrificio de Isaac simboliza la prohibición de adorar a Dios por medio del sacrificio humano en una época donde éstos eran la norma en todo el mundo.

#### GehennaYTofet
Los informes más exhaustivos del sacrificio infantil en la Biblia hebrea se refieren a aquellos llevados a cabo en cuentas más extensas de sacrificio de niños en la Biblia hebrea refiere a aquellos llevados a cabo en la Gehena por dos reyes de Judá: Ajaz y Manasés de Judá.

#### Jueces
En el Libro de los Jueces, la figura de Jefté hace un voto a Dios, diciendo: "Si entregas a los Amonitas en mis manos, cualquier cosa que salga de la puerta de mi casa a encontrarme cuando regrese del triunfo será del Señor, y lo sacrificaré como ofrenda ardiente". Jefté tiene éxito en batalla, pero cuando retorna a su hogar en Mizpa ve a su hija bailando al ritmo de las panderetas en el exterior. Después de permitirle dos meses de preparación, Jueces 11:39 indica que Jefté mantuvo su voto. De acuerdo con los comentaristas de la tradición rabínica judía posterior, la hija de Jefté no fue sacrificada, sino que se le prohibió casarse y permaneció soltera toda su vida, cumpliendo el voto de que estaría dedicada al Señor.l. Sin embargo, el historiador judío del siglo I Flavio Josefo, entendió las palabras del libro como testimonio de que Jefté quemó a su hija en el altar de Yahvé, mientras que el pseudo Filo, en la última parte del primer siglo de nuestra era, escribió que Jefté ofreció a su hija como ofrenda ardiente porque no podía encontrar un sabio en Israel que pudiera cancelar su voto. En otras palabras, esta historia de sacrificio humano no es una orden o requerimiento de Dios, sino el castigo a aquellos que juran sacrificar humanos.

### FeniciayCartago
La práctica de sacrificio infantil entre los pueblos cananeos es atestiguada por numerosas fuentes que abarcan más de un milenio. Un ejemplo se encuentra en las obras de Diodoro Sículo:
"También argüían que Cronos se había vuelto contra ellos en la medida en que en tiempos pasados habían acostumbrado sacrificar a este dios a los más nobles de entre sus hijos, pero en tiempos más recientes,  comprando y criando niños en secreto, habían enviándoles al sacrificio; y cuando se llevó a cabo una investigación, algunos de los que habían sido sacrificados parecían haber sido sustituidos furtivamente... En su celo por hacer enmiendas a dicha omisión, eligieron doscientos de los niños más nobles y los sacrificaron públicamente; y otros que estaban bajo sospecha se sacrificaron a sí mismos voluntariamente en número no menor a trescientos. Hubo en la ciudad una imagen broncínea de Cronos extendiendo sus manos, palmas hacia arriba e inclinado hacia el suelo, de manera que cada uno de los niños colocados ahí rodaran hacia abajo y cayeran en una especie de fosa enorme llena con fuego. Es probable que de aquí haya tomado Eurípides la historia mítica que se encuentra en sus obras acerca del sacrificio en Tauris, donde presenta a Ifigenia siendo cuestionada por Orestes: "¿Pero qué tumba recibiré cuando muera? Un fuego sagrado en el interior y la amplia fisura de la tierra. Parece que la historia contada entre los griegos desde los tiempos antiguos acerca de Cronos devorando a sus propios hijos se mantuvo en la mente de los cartagineses a través de esta observancia..." Biblioteca 20.1.4
Plutarco:
"¿No hubiera sido mucho mejor para los cartagineses haber tomado a Critias o Diágoras para redactar sus leyes desde el comienzo, y de esta forma no tener que creer en ningún poder divino o dios, en vez de ofrecer tales sacrificios como los que acostumbraba Cronos? Éstos no fueron realizados a la manera que Empédocles describe en su ataque a aquellos que sacrifican criaturas vivientes: "Cambiado en su forma está el hijo amado de su padre tan piadoso, quien en el altar lo coloca y lo asesina. ¡Qué insensatez!". No, sino que con pleno conocimiento y entendimiento, ofrecían ellos mismos a sus propios hijos, y aquellos que no tenían hijos compraban algunos a los pobres y cortaban sus gargantas como si hubiesen sido corderos o pichones; mientras tanto la madre no permitía una lágrima o un quejido mientras atestiguaba el sacrificio, ya que si hubiera expelido uno solo, o dejado caer una sola lágrima, hubiera tenido que devolver el dinero y su hijo habría sido sacrificado de todos modos; y toda el área ante la estatua estaba llena de un ruido estruendoso de flautas y tambores, de forma que los llantos no pudieran alcanzar los oídos del pueblo." Moralia 2, De Superstitione 3
Platón:
"Entre nosotros, por ejemplo, el sacrificio humano no es legal, sino impío, mientras que los cartagineses lo llevan a cabo como una cosa que consideran sagrada y legal, y esto también cuando algunos de ellos sacrifican incluso a sus propios hijos a Cronos, como me atrevo a decir que has escuchado." (Minos 315)
Teofrasto:
"Y desde entonces hasta el día de hoy llevan a cabo sacrificios humanos con la participación de todos, no sólo en Arcadia durante las Liceas y en Cartago a Cronos, sino que también periódicamente, en conmemoración de la usanza tradicional, derraman la sangre de su propio linaje en los altares, incluso a pesar de que la ley divina entre ellos mantiene alejado de los ritos a cualquiera  responsable de haber derramado sangre en tiempo de paz, por medio del perirranterio y la proclamación del heraldo."
Sófocles:
". . . Fue elegido como . . . Sacrificio para la ciudad. Desde tiempos antiguos los bárbaros han tenido la costumbre de sacrificar seres humanos a Cronos."
Quinto Curcio Rufo:
"Algunos incluso propusieron renovar un sacrificio que había sido descontinuado durante muchos años, y del que por mi parte tengo que decir que no creo que sea agradable en absoluto a los dioses, consistente en ofrecer un niño nacido libre a Saturno —este sacrilegio, en vez de sacrificio, fue transmitido por sus fundadores, se dice que los cartagineses lo llevaron a cabo hasta la destrucción de su ciudad — y a menos de que los ancianos, de acuerdo con aquellos bajo cuyo consejo todo era hecho, se hubieran opuesto, la horrible superstición hubiera prevalecido por sobre la piedad. Pero la necesidad, más inventiva que cualquier arte, introdujo no sólo los medios usuales de defensa, sino también algunos nuevos." Historia de Alejandro  IV.III.23
Tertuliano:
"En África se acostumbraba sacrificar infantes a Saturno, y bastante abiertamente, hasta el proconsulado de Tiberio, quien tomó a los propios sacerdotes y en los mismos árboles de su templo, bajo cuya sombra se habían cometido sus crímenes, los colgó vivos en cruces como ofrendas votivas; y los soldados de mi país son testigos de ello, quienes sirvieron al procónsul en esta mismísima tarea. Sí, y hasta el día de hoy, este crimen sagrado persiste en secreto." Apologética 9.2-3
Filón de Biblos:
"Entre los pueblos antiguos en situaciones de peligro crítico era costumbre para los gobernantes de una ciudad o nación, en vez de perder a todos, proveer a los más queridos de entre sus hijos como sacrificio propiciatorio para las deidades vengadoras. Los niños sacrificados de esta forma eran matados de acuerdo a un ritual secreto. Cronos, a quien los fenicios llaman El, cuyo hijo estaba en su tierra cuando fue divinizado después de su muerte como la estrella de Cronos, tuvo un único hijo de una mujer llamada Anobret, y por lo tanto le llamaron Leoud. Incluso ahora entre los fenicios los unigénitos llevan este nombre. Cuando los peligros más graves de la guerra asían la tierra, Cronos vestía a su hijo con atuendo real, preparaba un altar y lo sacrificaba."
Luciano de Samósata:
" Aquí hay otra forma de sacrificio. Después de poner una guirnalda en los animales sacrificales, les arrojan vivos desde el portón y los animales mueren por la caída. Algunos inclouso arrojan a sus hijos desde el lugar, pero no de la misma manera que a los animales. En cambio, habiéndolos colocados en una tarima, los sueltan a mano Al mismo tiempo se burlan de ellos y dicen que son bueyes, no niños."
Clitarco de Alejandría:
"Y Clitarco dice que los fenicios, y sobre todo los cartagineses, venerando a Cronos cuando deseaban un gran éxito, hacían un voto por uno de sus hijos. Si recibían lo deseado, lo sacrificaban al dios. Un Cronos broncíneo, habiendo sido erigido por ellos, extendía sus manos palmas arriba por encima de un horno de bronce donde ardía el niño. La flama del niño ardiendo alcanzaba su cuerpo hasta que, habiéndose marchitado los miembros y la boca sonriente pareciendo casi reírse, caían en el horno. Es por esto que se habla de "risa sardónica", ya que morían riendo."
Porfirio:
"Los fenicios también, cuando ocurrían grandes desastres, ya fueran guerras, sequías o plagas, acostumbraban sacrificar uno de sus hijos más queridos dedicándolo a Cronos. La "Historia Fenicia", que escribió Sanjuniatón en fenicio y que Filón de Biblios tradujo al griego en ocho libros, está llena de tales sacrificios."
Y en el Libro de los Reyes:
"Cuándo el rey de Moab vio que la batalla había resultado en contra suya, tomó consigo setecientos soldados para llegar al reino de Edom, pero fallaron. Entonces tomó a su primogénico, quien lo sucedería como rey, y lo ofreció como sacrificio en la muralla. La furia contra israel fue grande; se retiraron y regresaron a su propia tierra" (2 King 3:26-27)
En Cartago existe un gran cementerio que combina los cadáveres tanto de niños muy pequeños como de animales chicos, y aquellos que proponen el sacrificio infantil en este entorno han dicho que si los restos animales fueron sacrificados, también lo fueron los niños. La arqueología reciente, sin embargo, ha producido un desglose detallado de las edades de los niños enterrados. Basados en esto y especialmente en la presencia de individuos prenatales (esto es, abortos), se argumenta que este sitio es consistente con enterramientos de niños que murieron de causas naturales en una sociedad que padecía un muy elevado índice de mortandad infantil, tal como se presume que era la sociedad cartaginesa. De esto se infiere que los datos apoyan la opinión de que los tofet fueron cementerios para aquellos que murieron poco después de nacer o durante el embarazo. En cambio, Patricia Smith y colegas de la Universidad hebrea y Harvard muestran a partir del análisis de los dientes y los esqueletos en el tofet de Cartago que las edades infantiles de muerte (cerca de dos meses) no se correlacionan con la edad esperada de mortandad infantil natural (perinatal), aparentemente apoyando la hipótesis del sacrificio humano.
Escritores griegos, romanos e israelíes se refieren al sacrificio infantil fenicio. Los escépticos sugieren que los cuerpos de niños encontrados en cementerios cartagineses y fenicios no son más que los restos cremados de niños que murieron de causas naturales. Sergio Ribichini ha argumentado que el Tofet era "una necrópolis de niño diseñó para recibir los restos de niños quién había muerto prematuramente de sickness u otras causas naturales, y quién por esta razón estuvo "ofrecido" a deidades concretas y enterrados en un sitio diferente del reservado para el normal muerto".
Según Stager y Wolff, en 1984 había un consenso entre académicos acerca de que los niños cartagineses eran sacrificados por sus padres, quienes juraban matar al siguiente hijo si los dioses les hacían un favor: por ejemplo, que su cargamento de mercancías llegara sin incidentes a un puerto extranjero.

### La Arabia preislámica
El Corán documenta que los árabes paganos sacrificaban sus hijos a ídolos.Corán 6.137

## La Europa premoderna
La civilización minoica, localizada en la antigua Creta, es ampliamente aceptada como la primera civilización europea. Una expedición a Cnosos por parte de la Escuela Británica de Atenas, dirigida por Peter Warren, excavó una fosa masiva de sacrificios, particularmente niños, y descubrió evidencia de canibalismo. 
Existe evidencia clara de que su carne fue retirada cuidadosamente, a la manera en que se practicaba con animales sacrificiales. De hecho, huesos de corderos sacrificados fueron encontrados con los de los niños... Además, en cuanto concierne a los huesos, los niños parecen haber tenido buena salud. Tan sobrecogedor como parezca, la evidencia disponible sugiere que los niños fueron asesinados, su carne cocinada y posiblemente consumida en un sacrificio ritual hecho para agradar a una deidad de la naturaleza o asegurar una renovación anual de la fertilidad.
Además, Rodney Castleden descubrió un santuario cerca de Cnosos donde se desenterró el sacrificio de un hombre de 17 años.
Sus tobillos habían sido evidentemente atados y sus piernas dobladas para hacer que cupiera... Fue asesinado ritualmente con la larga daga de bronce grabada con la cabeza de un jabalí que yacía junto a él.
En Woodhenge se encontró un niño pequeño enterrado con el cráneo destrozado por un arma. Esto ha sido interpretado por los excavadores como sacrificio humano.
El Ver Sacrum ("Una Primavera Sagrada") era una costumbre en la que una ciudad grecorromana ofrecía en sacrificio todo lo que naciera en la primavera, ya fuera animal o humano, a un dios, con tal de aliviar alguna calamidad.

## África

### Islas Canarias
En la antigua cultura aborigen de las islas Canarias se practicaba el sacrificio de infantes. Así en Tenerife, Béthencourt Alfonso habla de que "hubo tiempo en que inmolaron víctimas humanas en los altares isleños", mencionando la presencia de un sacriﬁcio de un niño durante el solsticio de verano. De hecho, los guanches de Tenerife tenían por costumbre arrojar por la Punta de Rasca a un niño vivo justo a la salida del sol en el solsticio de verano. En ocasiones estos infantes provenían de cualquier menceyato de la isla, incluso del menceyato más alejado de la Punta de Rasca, el de Anaga. De esto se deduce que era una costumbre común de toda la isla.
También en Tenerife se conocen otros tipos sacriﬁcios humanos asociados a la muerte del mencey o rey, donde hombres adultos se precipitaban al mar. Los embalsamadores que elaboraban las momias, también tenían la costumbre de arrojarse al mar un año después de la muerte del mencey.
En Gran Canaria se han hallado huesos de niños mezclados con corderos y cabritos y en Tenerife han aparecido ánforas con restos de niños en su interior. Esto sugiere otro tipo de infanticidio ritual diferente a los que eran arrojados al mar.

### Sudáfrica
El asesinato de niños con el objetivo de obtener partes de sus cuerpos para hacer muti (magia tradicional sudafricana) aun ocurre en el África austral. Los asesinatos por Muti ocurren en toda Sudáfrica, sobre todo en áreas rurales. Los curanderos tradicionales o médicos-brujos con frecuencia muelen partes corporales y las combinan con raíces, yerbas, agua de mar, partes de animal y otros ingredientes para preparar pociones y hechizos.

### Uganda
A principios del siglo XXI, Uganda ha experimentado un resurgimiento del sacrificio infantil. A pesar de los intentos del gobierno para mitigar el problema, una investigación de la BBC al respecto descubrió que los asesinatos rituales de niños son más comunes de lo que admiten las autoridades. Hay muchos indicadores que apuntan a que políticos y hombres de negocios influyentes están involucrados en la práctica del sacrificio infantil como parte de la religión tradicional, lo cual se ha vuelto una empresa comercial.